# (2867) Šteins
(2867) Šteins es un asteroide que forma parte del cinturón de asteroides y fue descubierto el 4 de noviembre de 1969 por Nikolái Stepánovich Chernyj desde el Observatorio Astrofísico de Crimea, en Naúchni. En 2008 fue sobrevolado por la sonda espacial Rosetta.

## Designación y nombre
Šteins recibió inicialmente la designación de 1969 VC.
Más tarde, en 1986, se nombró en honor del astrónomo letón Kārlis Šteins (1911-1983), director del Observatorio Astronómico de la Universidad de Letonia.

## Características orbitales
Šteins está situado a una distancia media del Sol de 2,364 ua, pudiendo acercarse hasta 2,021 ua y alejarse hasta 2,708 ua. Tiene una inclinación orbital de 9,933 grados y una excentricidad de 0,1452. Emplea 1328 días en completar una órbita alrededor del Sol.

## Características físicas

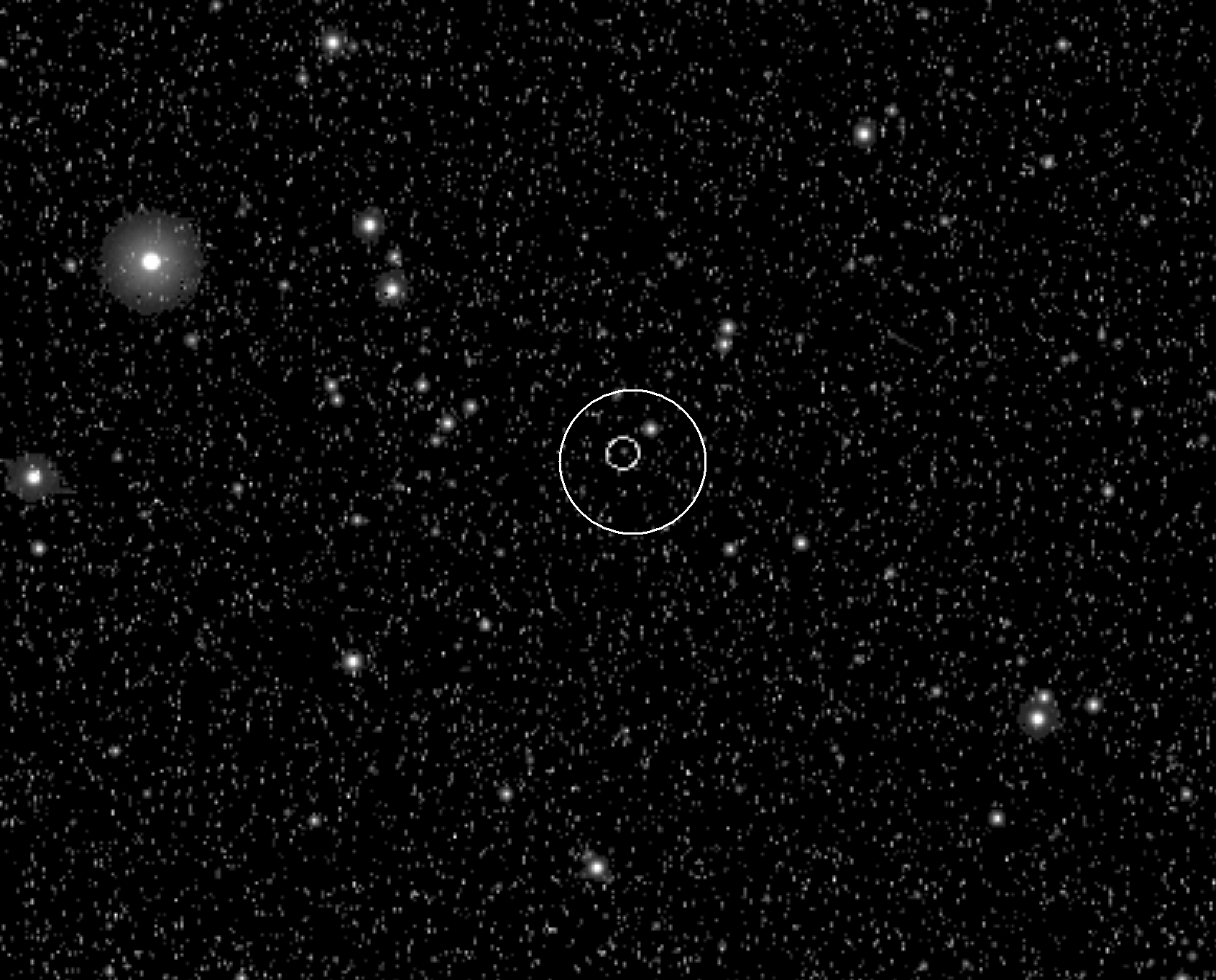
El asteroide Šteins fotografiado por la cámara NAVCAM de la sonda espacial Rosetta, el 4 de agosto de 2008, cuando la sonda se encontraba a 24 millones de kilómetros del asteroide. Esta fotografía se tomó un mes antes de la máxima aproximación de la sonda al asteroide. El 4 de agosto fue el día en por primera vez la cámara detectó al asteroide, estando su detección en el límite de sensibilidad de los instrumentos de a bordo.

La magnitud absoluta de Šteins es 12,5 y el periodo de rotación de 6,049 horas. Pertenece al tipo espectral E. Las observaciones de Rosetta han determinado que Šteins tiene forma irregular, con unas dimensiones de 6.67×5.81×4.47 km, y es el resultado de la fragmentación de un cuerpo mayor diferenciado. Se cree que está formado por una pila de escombros y que con el tiempo se disgregará.
Rosetta encontró que la superficie del asteroide está cubierta de cráteres, formados en distintas épocas en una compleja historia de colisiones. Se supone que está cubierto de regolito por el aspecto degradado que presentan. Siete de ellos forman una cadena cuyo origen probablemente esté en el impacto de una lluvia de meteoritos o los fragmentos de un pequeño cuerpo fracturado que golpearon el asteroide secuencialmente mientras giraba.

## Sobrevuelo deRosetta
El 5 de septiembre de 2008 Rosetta sobrevoló Šteins a una distancia de unos 800 km —máxima aproximación— y a una velocidad relativa respecto del asteroide de 8,62 km/s. El encuentro tuvo lugar a unos 360 millones de kilómetros de la Tierra. Pocos minutos antes de la máxima aproximación, la cámara de ángulo estrecho —que obtiene las fotografías de mayor resolución— entró en modo seguro, recuperándose unas horas más tarde.